# Лория (город)
Ло́рия (итал. и вен. Loria) — коммуна в Италии, располагается в провинции Тревизо области Венеция.
Население составляет 8913 человека (2008 г.), плотность населения — 338 чел./км². Занимает площадь 23 км². Почтовый индекс — 31037. Телефонный код — 0423.
Покровителем коммуны почитается апостол Варфоломей, празднование 24 августа.

## Демография
Динамика населения:

## Администрация коммуны
- Официальный сайт: http://www.comuneloria.it/